# Afrobasket feminino
O campeonato africano de seleções nacionais feminas de Basquetebol (Afrobasket), é o torneio mais importante desta região, atualmente é disputado a cada dois anos e classificatório para os jogos olímpicos e para o mundial de basquetebol.
A seleção de Senegal é a que acumula maior quantidade de títulos, num total de 10, se consolidando como a grande força do basquete feminino da região.

## Campeonatos
| Ano       | Sede                        |  | Campeão    |  |
| 1966      | Conakry-Guiné               |  | Egito      |  |
| 1968      | Cairo-Egito                 |  | Egito      |  |
| 1970      | Lomé-Togo                   |  | Madagáscar |  |
| 1972      | Madagáscar                  |  | Anulado    |  |
| 1974-1975 | Tunis-Tunísia               |  | Senegal    |  |
| 1976-1977 | Dakar-Senegal               |  | Senegal    |  |
| 1978-1979 | Mogadiscio-Somália          |  | Senegal    |  |
| 1981      | Dakar-Senegal               |  | Senegal    |  |
| 1983      | Luanda-Angola               |  | Zaire      |  |
| 1984      | Dakar-Senegal               |  | Senegal    |  |
| 1986      | Maputo-Moçambique           |  | Zaire      |  |
| 1990      | Tunis-Tunísia               |  | Senegal    |  |
| 1992      | Dakar-Senegal               |  | Senegal    |  |
| 1994      | Joanesburgo-África do Sul   |  | Zaire      |  |
| 1997      | Nairobi-Quênia              |  | Senegal    |  |
| 1999      | Senegal e África do Sul     |  | Anulado    |  |
| 2000      | Tunis-Tunísia               |  | Senegal    |  |
| 2003      | Maputo e Nampula-Moçambique |  | Nigéria    |  |
| 2005      | Abuja-Nigéria               |  | Nigéria    |  |
| 2007      | Dakar-Senegal               |  | Mali       |  |
| 2009      | Antananarivo-Madagáscar     |  | Senegal    |  |
| 2011      | Bamako-Mali                 |  | Angola     |  |
| 2013      | Maputo-Moçambique           |  | Angola     |  |
| 2015      | Yaoundé-Camarões            |  | Senegal    |  |
| 2017      | Bamako-Mali                 |  | Nigéria    |  |
| 2019      | Dakar-Senegal               |  | Nigéria    |  |
| 2021      | Iaundé-Camarões             |  | Nigéria    |  |
| 2023      | Quigali-Ruanda              |  | Nigéria    |  |
| 2025      | Abidjã-Costa do Marfim      |  |            |  |

## Títulos
- Senegal 11
- Nigéria 06
- Zaire 03
- Angola 02
- Egito 02
- Madagascar 01
- Mali 01